# Gyranusoidea janzeni
Gyranusoidea janzeni är en stekelart som beskrevs av John S. Noyes 2000. Gyranusoidea janzeni ingår i släktet Gyranusoidea och familjen sköldlussteklar.
Artens utbredningsområde är Costa Rica. Inga underarter finns listade i Catalogue of Life.